# Daniel Ebenyo
Daniel Simiu Ebenyo (18 de septiembre de 1995) es un deportista keniano que compite en atletismo, especialista en las carreras de fondo.
Ganó una medalla de plata en el Campeonato Mundial de Atletismo de 2023, en la prueba de 10 000 m, y una medalla de plata en el Campeonato Mundial de Atletismo en Ruta de 2023, en la media maratón.

## Palmarés internacional
| Campeonato Mundial         | Campeonato Mundial | Campeonato Mundial | Campeonato Mundial |
| Año                        | Lugar              | Medalla            | Prueba             |
| -------------------------- | ------------------ | ------------------ | ------------------ |
| 2023                       | Budapest (Hungría) | Medalla de plata   | 10 000 m           |
| Campeonato Mundial en Ruta |                    |                    |                    |
| Año                        | Lugar              | Medalla            | Prueba             |
| 2023                       | Riga (Letonia)     | Medalla de plata   | Media maratón      |